# Pietro Badoglio
Pietro Badoglio (phát âm tiếng Ý: [ˈpjɛːtro baˈdɔʎʎo]; 28 tháng 9 năm 1871 - 1 tháng 11 năm 1956), Công tước thứ nhất xứ Addis Ababa, Hầu tước thứ nhất xứ Sabotino, là một Thống chế quân đội người Ý trong hai cuộc chiến tranh thế giới và là Thủ tướng Ý, phó vương đầu tiên của Đông Phi thuộc Ý. Pietro Badoglio là ông nội chồng của Công chúa Nguyễn Phúc Phương Mai, con gái đầu của cựu hoàng Bảo Đại.

## Cuộc sống và sự nghiệp đầu đời
Badoglio sinh năm 1871, cha ông là Mario Badoglio, là một địa chủ bậc trung ở Ý, và mẹ ông là Antonietta Pittarelli, thuộc tầng lớp trung lưu. Ngày 5 tháng 10 năm 1888, ông được nhận vào Học viện Quân sự Hoàng gia ở Turin, được phong Thiếu úy vào năm 1890, và được thăng Trung úy vào năm 1892.
Sau khi hoàn thành chương trình học, ông phục vụ trong Quân đội Ý từ năm 1892, lúc đầu là trong lực lượng pháo binh, tham gia các cuộc chiến tại thuộc địa của Ý ở Eritrea (1896) và Libya (1912).

## Chiến tranh Thế giới thứ Nhất
Khi Chiến tranh Thế giới I nổ ra, ông là trung tá (Tenente Colonnello); Sau khi xử lý vụ đánh chiếm Monte Sabotino vào tháng 5/1916, ông được thăng lên thiếu tướng và cuối năm 1917 thì thăng lên trung tướng, Phó tham mưu trưởng (Sottocapo di Stato Maggiore) bất chấp ông là người phải chịu trách nhiệm chính cho sự thất bại ở Trận Caporetto vào ngày 24/10/1917.

## Cuối đời
Do căng thẳng gia tăng với Liên Xô, Chính phủ Anh coi Badoglio là người bảo đảm cho một nước Ý thời hậu chiến không cộng sản. Do đó, Badoglio không bao giờ bị xét xử vì những tội ác chiến tranh của người Ý đã gây ra ở châu Phi.
Badoglio qua đời tại Grazzano Badoglio vào ngày 1 tháng 11 năm 1956.